# Meytal Cohen
Meytal Cohen (* 9. August 1984 in Ramat Gan, Israel) ist eine US-amerikanische Schlagzeugerin. Sie begann ihre Karriere als Studio- und Livemusikerin. Der Name Meytal (Hebräisch: מיטל כהן) bedeutet im Hebräischen Tauwasser.

## Leben und musikalische Karriere
Meytal Cohen ist das jüngste von sieben Kindern, sie hat vier Schwestern und zwei Brüder. Ihre Eltern stammen aus dem Irak. Sie absolvierte die Raman Gani Blich High School. Im Alter von 18 Jahren begann sie mit dem Schlagzeugspielen. Zudem studierte sie Stepptanz und Theaterwissenschaften. Anschließend leistete sie zwei Jahre Militärdienst bei der israelischen Armee, da in Israel Wehrpflicht herrscht.
Auf Empfehlung ihres damaligen Schlagzeuglehrers hin, zog Cohen 2004 nach Los Angeles, um den Leistungskurs Schlagzeug/Perkussion der Los Angeles Music Academy zu besuchen. Kurz darauf hatte sie einen schweren Autounfall, bei dem sie sich drei Wirbel brach und für sechs Monate eine Rückenstütze tragen musste. Zur Förderung des Heilungsprozesses und für die Physiotherapie zog Cohen wieder für ein Jahr nach Israel. Anschließend kehrte sie nach Los Angeles zurück, um ihr Studium an der Music Academy fortzusetzen. Unterrichtet wurde sie u. a. von Joe Porcaro, Ralph Humphrey, Michael Shapiro, Aaron Serfaty, Randy Cook und Joey Heredia.
2007 unternahm sie mit ihrer Band Metaphor, zu der auch Tina Guo am Cello, Anna Stafford an der Violine und Ali Holz am Klavier gehörten, Konzertreisen in Australien, den Vereinigten Staaten, Mexiko, Südamerika und Europa. Die ebenfalls nur aus Frauen bestehende Led Zeppelin – Cover Band Moby Chick begleitete Metaphor bei ihrer Tour in Puerto Rico. Der Musikstil von Metaphor kann als Classical Crossover beschrieben werden.
2009 drehte und produzierte Cohen zusammen mit Jennifer Lynn und Christine Wu ein Bewerbungsvideo für die Castingshow America’s Got Talent, eine Violinen/Metal-Version vom Song Toxicity der Band System of a Down. Die Teilnahme an der Show gelang nicht, aber das Bewerbungsvideo, welches auf YouTube veröffentlicht wurde, hatte nach einem halben Jahr über drei Millionen Klicks.
Nach diesem Internet-Erfolg entschied sich Cohen 2010 dafür, 100 Videos mit Schlagzeug Cover-Versionen ihrer Lieblingssongs zu drehen und diese anschließend auf ihrem YouTube-Kanal zu veröffentlichen. Sie hat mittlerweile ca. 200 Millionen Klicks, 1,1 Millionen Abonnenten auf YouTube und 1,2 Millionen Facebook likes. 
Meytal
Dieser Erfolg bestärkte Cohen darin, eine eigene Band zu gründen und ein Album aufzunehmen. So entstand der Song Breathe. Der erste Entwurf dieses Liedes (Gitarre und Bass) wurde von Gil Baram geschrieben, einem langjährigen Freund, der ebenfalls an der Produktion des Toxicity-Videos beteiligt war. Als Sänger für diesen Song wählte Cohen Eric Emery. Emery stellte ihr Sahaj Ticotin vor, der eine große Rolle in der Entstehung von Breathe spielte. Zusammen mit Ticotin schrieb Cohen den Text für den Song. In seinem Haus nahm er Gitarre, Bass und den Hintergrundgesang, Emery den Gesang und Cohen das Schlagzeug auf. Der Song wurde anschließend von Dave Schiffmann (u. a. Avenged Sevenfold, Rage Against the Machine, System of a Down und RHCP) gemischt und von Paul Logus (u. a. Limp Bizkit, David Bowie, Killswitch Engage und Beyonce) gemastert. Breathe ist somit der erste eigene Song, den Meytal Cohen mit ihrer Band Meytal veröffentlichte.
Nach dem Erfolg des Songs und einem ausverkauften Konzert im Whisky a Go Go, einem Rockclub am Sunset Strip in West Hollywood, wurden einige Plattenfirmen auf die Band aufmerksam und boten diverse Verträge an. Jedoch entschloss Cohen sich dazu, das Album selbst zu produzieren. Damit behielt sie sämtliche Rechte an ihrer Musik, dem Merchandise usw. Zur Umsetzung dieses Vorhabens initiierte Cohen eine Crowdfunding-Kampagne auf der Plattform Kickstarter, um mit Hilfe ihrer Fans 60.000 $ für die Produktion ihres ersten Albums zu sammeln. Die Kampagne war ein großer Erfolg, es kamen über 140.000 $ zusammen.
Ab dem 24. Juli 2015 konnte man das Album  Alchemy für die ersten 30 Tage exklusiv auf der Internetseite von Meytal Cohen erwerben.
Die Band Meytal besteht aus den folgenden Mitgliedern: Eric Emery – Gesang, Travis Montgomery – Leadgitarrist, Jeff Loomis – Band und Nociceptor, Doc Coyle – Rhythmusgitarrist, Hintergrundgesang und Screaming, Anel Pedrero – Bass und Hintergrundgesang und Meytal Cohen – Schlagzeug.

## Diskografie
Studioalben
- 2015: Alchemy
- 2019: The Witness

Livealben
- 2016: Alchemy Live

Videoalben
- 2013: Maximum Meytal